# Île Penelakut
L'île Penelakut, anciennement île Kuper, est une île de Colombie-Britannique, une des îles Gulf.

## Histoire
Elle porte d'abord le nom du capitaine Augustus Leopold Kuper avant d'être rebaptisée en 2010 en l'honneur du peuple Penelakut (en).

## Abus sexuels
Le pensionnat pour Autochtones de l’île Kuper était dirigé par les Oblats de Marie Immaculée. Le prêtre Oblat Glenn Doughty a été condamné à trois ans de prison pour abus sexuels à l'encontre des enfants du pensionnat. Il s'agisait de sa quatrième condamnation, chacune étant suivie de déplacements, par la congrégation des Oblats à travers le Canada. Le prêtre pédophile John McCann a aussi vécu dans le pensionnat avant sa condamnation .

## Galerie

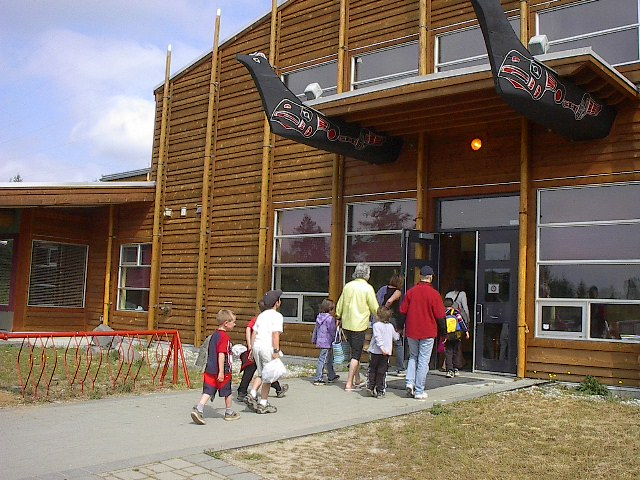
École sur l'île Penelakut.
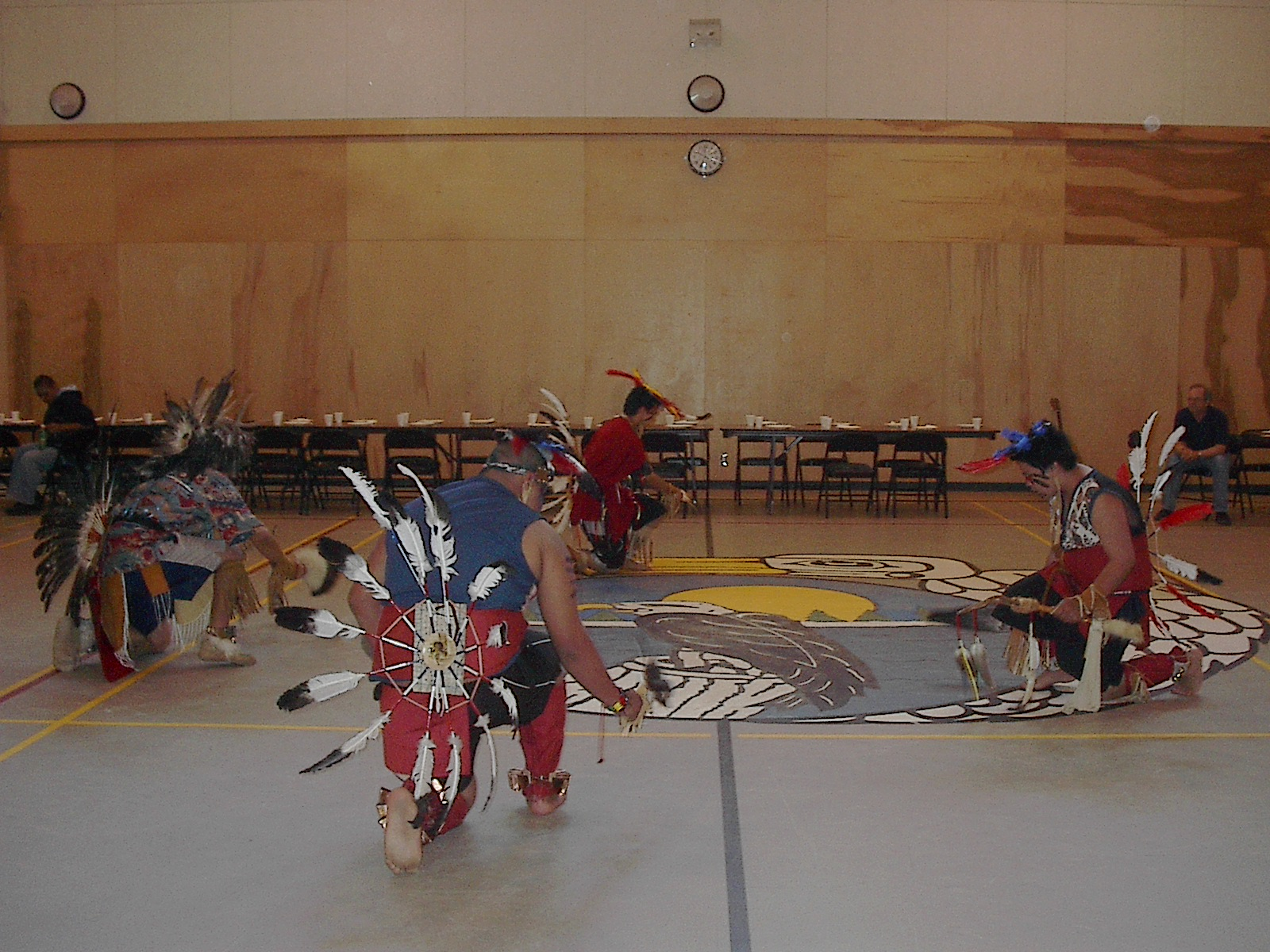
Danse cérémonielle au School Gymnasium.
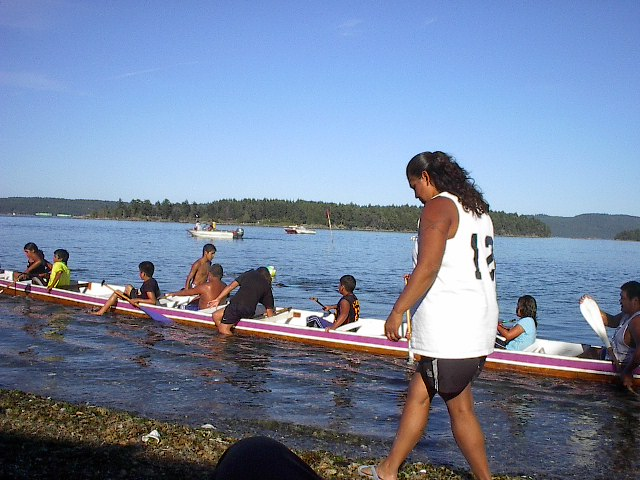
Course de Canoé à Penelakut (2006).
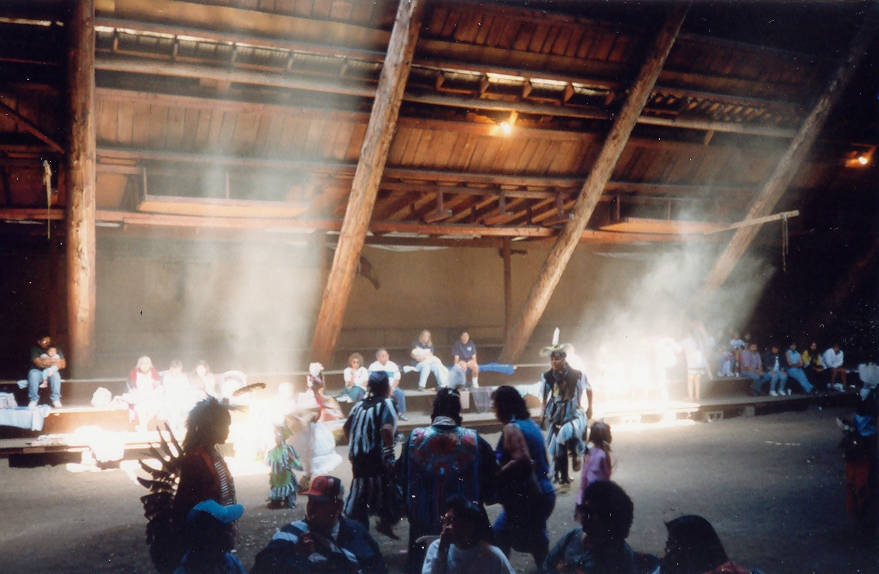
La Longue Maison à Penelakut.
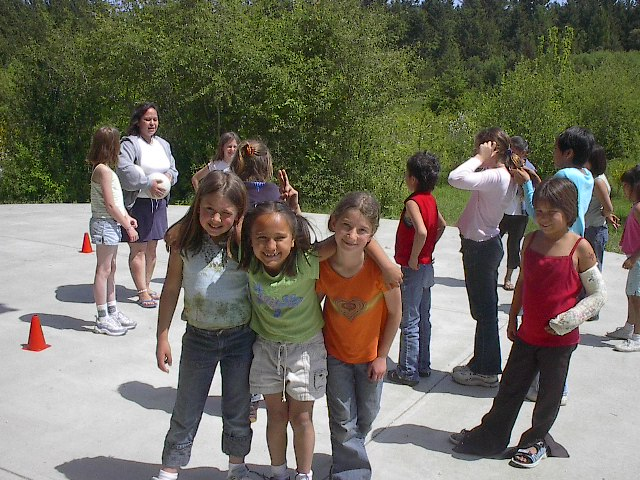
Élèves de Galiano rendant visite à ceux de Penelakut.